# Крутые Выселки
Крутые Выселки — деревня в Тамбовском районе Тамбовской области России. Входит в Комсомольский сельсовет. 

## География
Расположена у северо-западных окраин города Тамбова, между железной дорогой на юге и автомобильной трассой на севере. Территория деревни отделяет от основной части города эксклавы (к западу и к северу от самой деревни), входящие в городскую черту Тамбова.

## Население
| 2002 | 2010 |
| ---- | ---- |
| 231  | ↗291 |

### Национальный состав
Согласно результатам переписи 2002 года, в национальной структуре населения русские составляли 96 % от жителей.